# Вулиця Максима Горького (Іжевськ)
Ву́лиця Макси́ма Го́рького (рос. Улица Максима Горького) — одна з магістральних вулиць столиці Удмуртії міста Іжевська.

## Історія
Вулиця існувала з початку 1918 року як Базарна. 13 грудня 1918 року була перейменована в Комунальну. 28 червня 1936 року згідно з рішенням виконкому міської ради вулиця перейменована на честь Максима Горького, який помер того ж року.

## Розташування
Розташована в Октябрському та Первомайському районах Іжевська. Починається від транспортної розв'язки на правому березі Іжа, де зустрічаються три вулиці (також вулиці Новоажимова та Маяковського). Одразу повертає на північ і переходить на лівий берег річки. Проходить через центральну частину міста і впирається у вулицю Кірова.

## Транспорт
Вулицею Максима Горького проходять маршрути таких видів громадського транспорту:
- автобус — №№ 1, 2, 6, 7, 8, 8к, 9, 11, 12, 15, 15к, 24, 26, 27, 32, 34, 36, 41, 45, 49, 50, 53, 55, 56, 59
- тролейбус — №№ 6, 6д, 9, 10, 14

## Об'єкти
Прикметні будівлі і споруди на вулиці:
- № 64 — торговий центр «Модный город»;
- № 66 — Собор Олександра Невського;
- № 69 — Будинок Є. Г. Новікова
- № 71 — будинок культури «Іжмаш»;
- № 73 — Міністерство освіти та науки Удмуртської Республіки;
- № 75 — літній сад (Парк імені Горького)
- № 79 — діловий центр «Сайгас»;
- № 90 — ВАТ "Іжевський мотозавод «Аксіон-Холдинг»;
- № 92 — будинок культури «Аксіон»

## Примітки

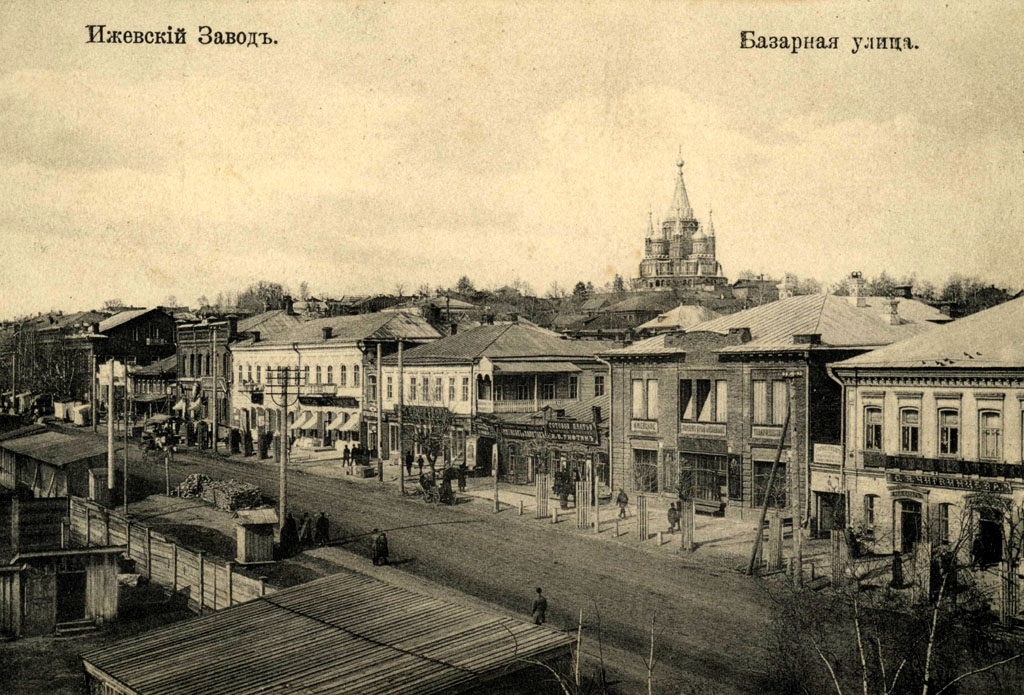
Вулиця в 1918 році
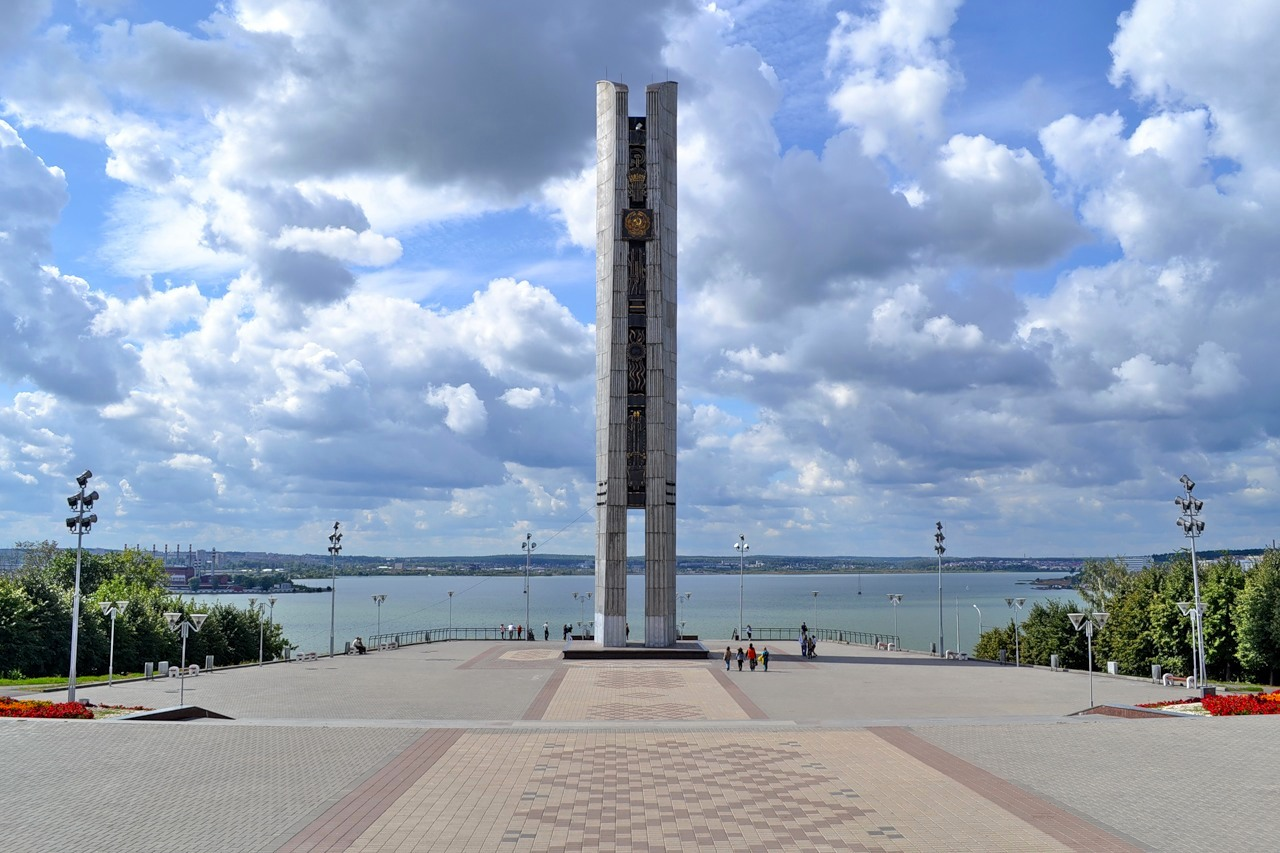
Вигляд на монумент з вулиці